# Acció Cultural Valenciana
Acció Cultural Valenciana fou una entitat valencianista fundada el 8 de març de 1930 per un grup d'estudiants i llicenciats universitaris, entre els quals destaquen: Joan Beneito, Felip Mateu i Llopis, Vicent Genovés, Francesc Carreres de Calatayud, Manuel Sanchis Guarner, Joan M. Grima, Jesús S. Tolsà, Emili Gómez Nadal i Antoni Igual Úbeda. Tot i que uns eren de tendència conservadora (els quatre primers) i altres de tendència esquerrana (els cinc darrers), tots compartien l'afany per a assolir la reconstrucció de la personalitat valenciana i la cooperació entre els diversos partits valencians/valencianistes. El seu mitjà d'expressió fou Acció Valenciana.